# Cotechino

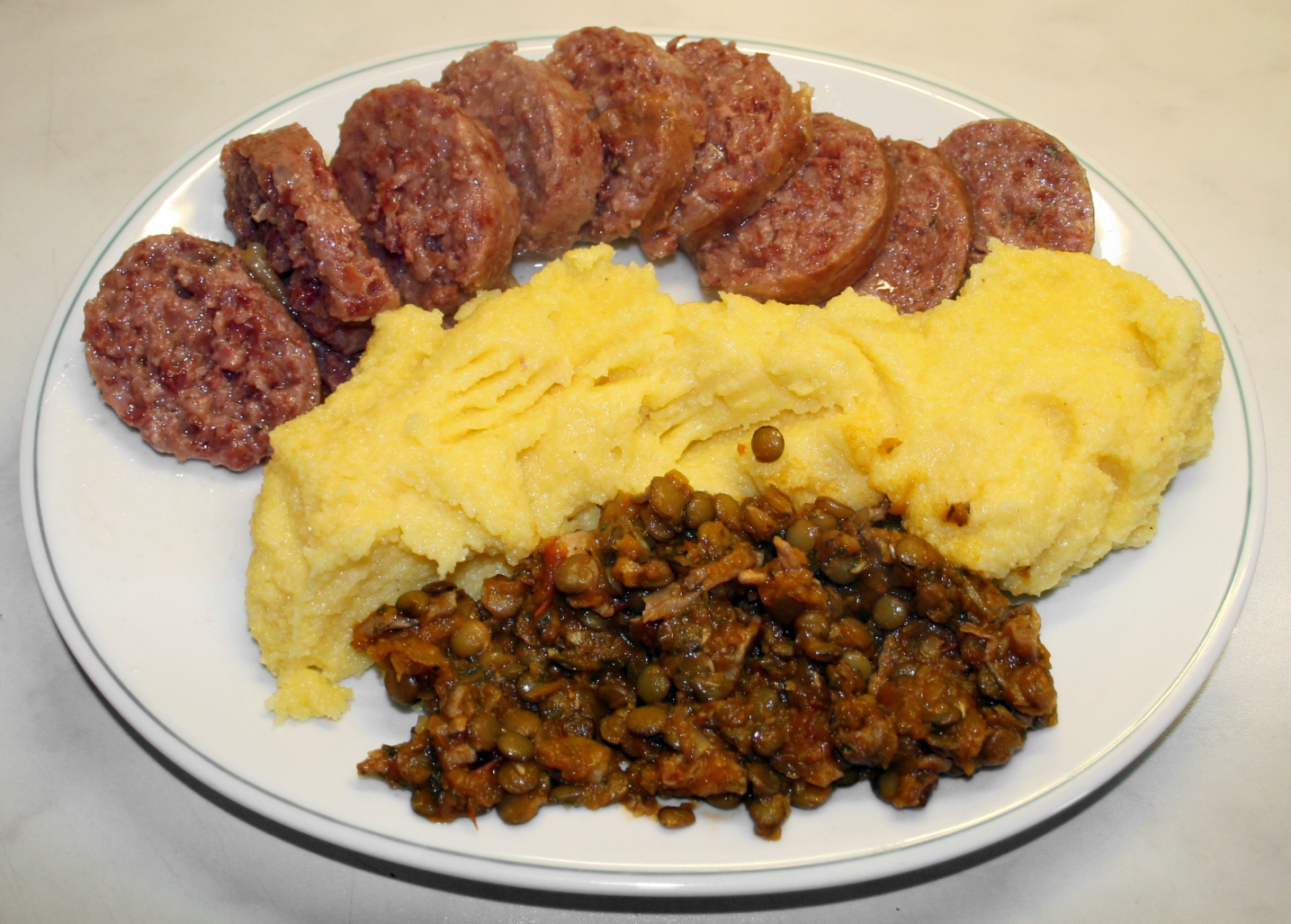
Cotechino, polenta y lentejas.

El cotechino es un tipo de salume (fiambre italiano) que se cuece. Se llama así por la cotica o piel del cerdo, y recibe nombres locales según el lugar de producción. La tradición dicta que se coma el día de Año Nuevo (o en Nochevieja) acompañado de lentejas.
Se prepara llenando la tripa con piel (cotenna) de cerdo, carne (por lo general no de primera) y grasa. Se condimenta con sal y especias, y los producidos industrialmente incorporan nitritos y nitratos para su conservación.
Su tamaño varía desde unas pocas onzas (formato salchicha) a más de un kilo (formato salame grande). Resiste tiempos de cocción largo, a fuego lento para no romper la tripa, de modo que la corteza se vuelva blanda. Se prepara perforando la piel con un mondadientes en varios lugares para permitir que escape el vapor durante la cocción, luego se envuelve en una servilleta, se ata y se pone en una olla con agua fría hasta cubrirlo. Se pone la olla tapada a fuego medio y se espera hasta que rompa a hervir. Entonces se baja el fuego de forma que la tapa solo deje escapar un hilo de vapor, y se deja hervir cuatro horas. Algunos reemplazan el agua tras un par de horas por otra ya caliente.

## Reconocimiento
El cotechino di Modena es un salume con Indicación Geográfica Protegida (IGP).
Cuatro regiones han inscrito el cotechino como producto agroalimentario tradicional:
- Lombardía: cotechino (blanco, vainilla cremonés, de Bérgamo, vainilla mantuano, de Pavía);
- Molise: cotechino;
- Trentino: cotechino di maiale (de cerdo);
- Véneto, que reconoce siete productos diferentes: coeghin nostrano padovano, coessin co la lengua del basso vicentino, coessin del basso vicentino, coessin della Val Leogra, coessin in onto del basso vicentino, coessin co lo sgrugno y cotechino di puledro.